# Бомануар, Жан де
Жан IV де Бомануар (фр. Jehan IV de Beaumanoir; 1310 год,  — 1366 год или 1367 год) — французский рыцарь из Бретани, командующий крепостью Жослен и маршал-коннетабль Бретани.
Товарищ по оружию Дюгесклена, прославился в особенности защитой города Жослена (1351 год) и происходившим там «сражением тридцати» — единоборством между 30 англичанами и 29 французами под предводительством де Бомануара за бретонское наследство.